# Jan Wiesiołowski (zm. 1642)
Jan Wiesiołowski herbu Ogończyk (zm. na jesieni 1642 roku) – kasztelan elbląski w latach 1626–1642, podkomorzy pomorski w latach 1623–1626, stolnik podlaski.
W 1641 roku został wyznaczony senatorem rezydentem.